# Магашићи
Магашићи су насељено мјесто у општини Братунац, Република Српска, БиХ. Према прелиминарним подацима пописа становништва 2013. године, у насељу је живјело 495 становника.

## Географија
Обухвата подручје од 1.065 хектара.

## Историја
У овом мјесту се 20. јула 1992. догодио ратни злочин, почињен против српског цивилног становништва од стране АРБиХ, када је убијено неколико мештана.

## Становништво
Према попису становништва из 1991. године, мјесто је имало 646 становника.
| Националност       | 1991. | 1981. | 1971. |
| Срби               | 353   | 377   | 378   |
| Муслимани          | 291   | 132   | 117   |
| Хрвати             | 1     |       |       |
| Југословени        |       | 5     |       |
| остали и непознато | 1     |       | 1     |
| укупно             | 646   | 514   | 496   |

| Демографија | Демографија | Демографија |
| Година      | Становника  | Становника  |
| ----------- | ----------- | ----------- |
| 1961.       | 444         |             |
| 1971.       | 496         |             |
| 1981.       | 514         |             |
| 1991.       | 646         |             |
| 2013.       | 495         |             |